# 건양
건양(建陽)은 1896년 1월 1일부터 1897년 8월 16일까지 사용된 조선의 연호이다.
조선의 급진개화파(개화당) 세력은 을미사변(1895) 이후 갑오개혁(1894)때 만들어진 내정개혁안을 추진하였으며, 1895년 음력 11월 17일을 양력 1896년 1월 1일로 정하고, 연호를 "건양(建陽)"이라 하였다.

## 개원
- 개국(開國) 504년 11월 15일(1895년 12월 30일)에 공식 달력을 시헌력에서 그레고리력으로 달력을 바꿔 사용하면서 연호를 건양(建陽)으로 정하고, 다음 해 양력 1896년 1월 1일(음력 1895년 11월 17일)에 연호를 개원함.

- 건양(建陽) 2년 8월 17일에 국명을 대한제국으로 고치고나서 칭제 건원함에 따라 연호를 광무(光武)로 건원함.

## 그레고리력개력
- 을미개혁을 실시함에 따라 개국 연호까지는 태음태양력인 시헌력(時憲曆)을 사용하였으며, 건양으로 개원한 이후로는 태양력인 그레고리력으로 역법을 개력하였다.

| 개국  | 간지 (干支) | 태음태양력 (시헌력)           | 태양력 (그레고리력)                |
| 503년 | 갑오 (甲午) | 음력 1월 1일 ~ 음력 12월 30일 | 1894년 2월 6일 ~ 1895년 1월 25일   |
| 504년 | 을미 (乙未) | 음력 1월 1일 ~ 음력 11월 16일 | 1895년 1월 26일 ~ 1895년 12월 31일 |
| 건양  | 간지 (干支) | 태음태양력 (시헌력)           | 태양력 (그레고리력)                |
| 원년  | 병신 (丙申) | (그레고리력으로 개력)         | 1896년 1월 1일 ~ 1896년 12월 31일  |

## 연대 대조표
| 건양 | 서기 (西紀) | 간지 (干支) | 청나라 연호     | 일본 연호         |
| 원년 | 1896년      | 병신 (丙申) | 광서(光緖) 22년 | 메이지(明治) 29년 |
| 2년  | 1897년      | 정유 (丁酉) | 광서 23년       | 메이지 30년       |

## 같이 보기
- 조선
- 고종
- 대한제국

| 이전연호: | 다음연호: |
| --------- | --------- |
| 개국      | 광무      |